# Леопольд Стандаерт
Леопольд Стандаерт (19 століття — ) — бельгійський яхтсмен.
Бронзовий призер Олімпійських Ігор 1920 року в класі 8 метрів.